# 緑仙峡
緑仙峡（りょくせんきょう）は、熊本県上益城郡山都町緑川にある峡谷。緑川の水源地に位置する。「くまもと名水百選」にも選ばれている。

## 地理
緑川渓谷の上流にあたり、渓谷の幅は100m〜200mあり深さは50m〜200mほどある。この一帯は熊本県内でも少ない原生林（清和村緑仙峡原生林）で、ツガ、モミ、カヤなどの針葉樹と、ナラ、ブナ、カエデなどの広葉樹が広さ40haにわたって分布する。
紅葉の名所としても知られる。緑仙峡フィッシングパークなどがあり、渓流はヤマメ釣りでも知られる。